# Postępowanie o stwierdzenie zgonu
Postępowanie o stwierdzenie zgonu – rodzaj sprawy cywilnej rozpoznawanej w postępowaniu nieprocesowym. 
Postępowanie może być wszczęte w każdym czasie na wniosek każdego zainteresowanego.
Sąd stwierdza zgon, jeżeli zostaną łącznie spełnione dwie przesłanki:
- śmierć danej osoby jest niewątpliwa (znany jest fakt, miejsce oraz czas jej zgonu, co można ustalić na podstawie dowodów lub domniemań faktycznych[3]) oraz
- nie został sporządzony akt zgonu[4].

Fakt przebywania w szczególnie wielkim niebezpieczeństwie sam w sobie nie wystarcza do stwierdzenia zgonu, gdyż taki pogląd prowadziłby do zatarcia różnicy pomiędzy stwierdzeniem zgonu a uznaniem za zmarłego. Z tego powodu także upływ czasu, w którym nie ma wieści o pewnej osobie nie jest wystarczające, skoro wymagana jest śmierć niewątpliwa. Jeżeli jednak w toku postępowania o uznanie za zmarłego okaże się, że śmierć zaginionej osoby jest niewątpliwa, sąd z urzędu prowadzi dalsze postępowanie jako postępowanie o stwierdzenie zgonu.
Jeżeli akt zgonu określonej osoby został sporządzony, lecz zaginął właściwe jest wszczęcie postępowania o odtworzenie zaginionego aktu zgonu, a nie o stwierdzenie zgonu.
Ogłoszenie o wszczęciu postępowania, w przeciwieństwie do postępowania o uznanie za zmarłego, nie jest obowiązkowe, jednakże sąd może zarządzić dokonanie ogłoszenia, jeżeli uzna to za celowe. W takim przypadku ogłoszenie zawiera imię i nazwisko oraz adres wnioskodawcy, dane dotyczące osoby, której zgon ma być stwierdzony oraz istotne okoliczności z akt sprawy, które mogą przyczynić się do jej wykrycia, jak również wezwanie do tejże osoby, aby w określonym terminie zgłosiła się w sądzie i wezwanie skierowane do wszystkich osób, które mogą posiadać o niej wiadomości, aby przekazały je sądowi. Termin wyznaczony na wykonanie wskazanych wezwań nie może być krótszy niż miesiąc ani dłuższy niż trzy miesiące, a postępowanie nie może być zakończone wcześniej niż po upływie miesiąca od ukazania się ogłoszenia i dwóch tygodni od końca terminu wyznaczonego w ogłoszeniu.
Przed wydaniem postanowienia o stwierdzeniu zgonu sąd powinien w miarę możliwości wysłuchać bliskich osoby, której zgon ma być stwierdzony.
Orzeczenie wydane w takiej sprawie ma charakter deklaratoryjny (nie rodzi nowych skutków prawnych, lecz stwierdza już zaistniałe). W postanowieniu sąd powinien ściśle oznaczyć chwilę śmierci stosownie do wyników postępowania. Jeżeli jednak dokładne ustalenie nie jest możliwe, przyjmuje się chwilę najbardziej prawdopodobną.